# Melluži
Melluži es un barrio de la ciudad de Jūrmala, Letonia.

## Superficie
Posee una superficie de 4,1 kilómetros cuadrados (409 hectáreas).

## Población
Hasta 2008 presentaba una población de 3372 habitantes, con una densidad de población de 822,4 habitantes por kilómetro cuadrado.